# 수영 배영 100m 대한민국 기록 추이
수영 배영 100m 대한민국 기록 추이는 다음과 같다.

## 남자
| # | 기록        | 차이      | 선수   | 소속         | 날짜           | 대회명                                                         | 개최지                | 경기장                       | 주석 및 기타                        | 동영상 |  |
|   | 1분 20초 0  |           | 황석수 | 수산대       | 1960. 08. 28   | 제32회 전국남녀학생수상경기대회                                | 대한민국 서울         |                              | 종전: 1분 20초 2, 황석수            |        |  |
|   | 1분 19초 6  |           | 황석수 | 수산대       | 1960. 09. 09   | 제5회 남녀종합수상선수권대회                                   | 대한민국 서울         | 서울운동장 야외풀            | [ 2 ]                               |        |  |
|   | 1분 18초 6  | - 초      | 이상덕 | 인천남고     | 1961. 08. 26   | 제33회 전국 남녀 학생 수상 경기 대회                           | 대한민국 서울         | 서울운동장풀                 | 종전 1분 19초 3                     |        |  |
|   | 1분 15초 8  | - 2.8초   | 김봉조 | 오산고등학교 | 1962. 07. 05   | 수상공인기록획                                                 | 대한민국 서울         | 서울운동장풀                 | [ 4 ]                               |        |  |
|   | 1분 08초 52 |           | 한우영 | 사대부중     | 1975. 07. 26   | 제6회 아시아 에이지 그룹 수영 대회                             | 대한민국 서울         | 태릉국제수영장               | 종전 1분 08초 7                     |        |  |
|   | 1분 07초 31 |           | 한우영 | 경복고       | 1976. 08. 21   | 제48회 전국남녀학생수영대회 (남고부 혼계영)                    | 대한민국 서울         | 서울운동장풀                 | 종전기록: 2분 42초 6                |        |  |
|   | 1분 06초 58 | - 0.73초  | 한우영 | 경복고       | 1976. 08. 21   | 제48회 전국남녀학생수영대회 (남고부 결선)                      | 대한민국 서울         | 서울운동장풀                 | [ 6 ]                               |        |  |
|   | 1분 06초 12 | - 0.46초  | 한우영 | 경복고       | 1977. 06. 22   | 제23회 서울시 남녀 초중고대학별 수영 대회                      | 대한민국 서울         | 태릉수영장                   | [ 7 ]                               |        |  |
|   | 1분 05초 59 | - 0.17초  | 이충원 | 경기고       | 1979. 08. 03   | 제51회 전국 학생 수영 대회                                     | 대한민국 서울         |                              | 남고부 예선. 종전기록 :1분 05초 76  |        |  |
|   | 1분 05초 12 | - 0.47초  | 이충원 | 경기고       | 1979. 08. 05   | 51회 전국 학생 수영 대회                                       | 대한민국 서울         | 서울운동장 풀                | 남고부 결선                         |        |  |
|   | 1분 04초 88 | - 0.24초  | 이충원 | 경기고       | 1979. 12. 23   | 동남아5개국친선수영대회                                        | 홍콩                  |                              | [ 10 ]                              |        |  |
|   | 1분 04초 44 | - 0.44초  | 이충원 | 경기고       | 1980. 08. 11   | 제52회 동아 수영 대회                                          | 대한민국 서울         | 서울운동장수영장             | [ 11 ]                              |        |  |
|   | 1분 04초 15 |           | 이충원 | 서울         | 1982. 10. 11   | 제62회 전국체육대회                                            | 대한민국 서울         | 잠실실내수영장               | 남고부 예선. 종전기록 : 1분 04초 31 |        |  |
|   | 1분 03초 82 | -0.33초   | 이충원 | 고려대       | 1982. 04. 13   | 상비군 선발 평가전                                             | 대한민국 서울         | 잠실실내수영장               | [ 13 ]                              |        |  |
|   | 1분 03초 43 | -0.39초   | 이충원 | 고려대       | 1982. 09. 18   | 우수 선수 공인 기록회                                          | 대한민국 서울         | 잠실실내수영장               | [ 14 ]                              |        |  |
|   | 1분 03초 21 | - 0.22초  | 육현철 |              | 1984. 10. 15   | 제65회 전국 체육 대회                                          | 대한민국 대구         | 두류 수영장                  |                                     |        |  |
|   | 1분 03초 05 | - 0.16초  | 권순한 |              | 1985. 04. 18   | 제40회 전국 수영 대회                                          | 대한민국 전주         | 실내수영장                   | 혼계영 400m 1번 영자.               |        |  |
|   | 1분 02초 90 | - 0.15초  | 권순한 | 충남고       | 1985. 07. 18   | 경영 국가 대표 평가 공인 기록회                                | 대한민국 서울         | 동대문운동장수영장           | [ 16 ]                              |        |  |
|   | 1분 01초 89 | - 0.01초  | 권순한 | 충남고       | 1985. 09. 14   | 제4회 대통령기 전국 수영 대회                                  | 대한민국 대전         | 두류 수영장                  | [ 17 ]                              |        |  |
|   | 1분 01초 75 | - 0.14초  | 권순한 | 한국체대     | 1986. 03. 01   | 대표 선수 기록 평가회                                          | 대한민국 서울         | 태릉훈련원                   | [ 18 ]                              |        |  |
|   | 1분 01초 55 | - 0.20초* | 박동필 | 대동고       | 1986. 04. 18   | 제41회 전국 수영 대회                                          | 대한민국 대구         | 두류 수영장                  | 남고부 예선.                        |        |  |
|   | 1분 01초 22 | - 0.53초  | 권순한 | 한국체대     | 1986. 04. 16   | 제41회 전국 수영 대회 겸 아시아 경기 대회 대표 선수 1차 선발전 | 대한민국 대구         | 두류 수영장                  | 혼계영 400m 1번 영자.               |        |  |
|   | 1분 01초 11 | - 0.11초  | 권순한 | 한국체대     | 1986. 07. 17   | 수영대표공인기록회                                             | 대한민국 서울         | 태릉훈련원수영장             | [ 21 ]                              |        |  |
|   | 1분 01초 08 | - 0.03초  | 권순한 | 한국체대     | 1986. 07. 18   | 수영대표공인기록회                                             | 대한민국 서울         | 태릉훈련원수영장             | [ 22 ]                              |        |  |
|   | 1분 00초 35 | -         | 박동필 | 경성대       | 1988. 05. 13   | 제7회 대통령기 수영 대회                                       | 대한민국 목포         | 목포 실내 수영장             | 종전 1분 00초 42                    |        |  |
|   | 1분 00초 13 | - 0.22초  | 박동필 | 부산경성대   | 1988. 07. 23   | 수영 국가 대표 공인 평가전                                     | 대한민국 온양         |                              | [ 24 ]                              |        |  |
|   | 59초 99     | - 0.14초  | 지상준 | 금천고       | 1989. 04. 28   | 제44회 전국 수영 대회                                          | 대한민국 대구         | 두류 수영장                  | [ 25 ]                              |        |  |
|   | 59초 66     | - 0.33초  | 지상준 | 금천고       | 1989. 06. 22   | 제9회 아산기 전국 수영 대회                                    | 대한민국 부산         | 사직 실내 수영장             | [ 26 ]                              |        |  |
|   | 59초 65     | - 0.01초  | 지상준 | 금천고       | 1989. 08. 30   | 제8회 대통령기전국수영대회                                     | 대한민국 온양         | 실내수영장                   | [ 27 ]                              |        |  |
|   | 59초 49     | - 0.16초  | 지상준 | 충북 금천고  | 1989. 09. 29   | 제70회 전국 체육 대회                                          | 대한민국 안양         | 안양실내수영장               | [ 28 ]                              |        |  |
|   | 59초 30     | - 0.19초  | 지상준 | 충북금천종고 | 1989. 10. 07   | 제3회 아시아 에이지 그룹 수영 선수권 대회                      | 일본 삿포로           |                              | [ 29 ]                              |        |  |
|   | 59초 15     | - 0.15초  | 지상준 | 금천고       | 1990. 04. 06   | 제45회 전국 수영 대회                                          | 대한민국 대구         | 두류 수영장                  | 남고부 예선.                        |        |  |
|   | 58초 77     | - 0.38초  | 지상준 | 금천고       | 1990. 04. 06   | 제45회 전국 수영 대회                                          | 대한민국 대구         | 두류 수영장                  | 남고부 결선                         |        |  |
|   | 58초 73     | - 0.04초  | 지상준 | 충북금천종고 | 1990. 05. 17   | 제10회 아산기 전국 수영 대회                                   | 대한민국 부산         | 사직 실내 수영장             | [ 30 ]                              |        |  |
|   | 58초 72     | - 0.01초  | 지상준 | 충북금천종고 | 1990. 06. 21   | 제18회 해군참모총장배 전국 수영 대회                           | 대한민국 서울         | 올림픽 수영장                | 예선                                |        |  |
|   | 58초 63     | - 0.09초  | 지상준 | 충북금천종고 | 1990. 06. 21   | 제18회 해군참모총장배 전국 수영 대회                           | 대한민국 서울         | 올림픽 수영장                | 결선                                |        |  |
|   | 58초 06     | - 0.57초  | 지상준 |              | 1990. 09. 27   | 베이징 아시안 게임                                             | 중화인민공화국 베이징 |                              | 4위.                                |        |  |
|   | 57초 99     | - 0.07초  | 지상준 | 한국체대     | 1992. 04. 25   | 제3회 아시아 수영 선수권 대회                                  | 일본 히로시마         | 히로시마 시 종합 실내 수영장 | 예선                                |        |  |
|   | 57초 89     | - 0.10초  | 지상준 | 한국체대     | 1992. 04. 25   | 제3회 아시아 수영 선수권 대회                                  | 일본 히로시마         | 히로시마 시 종합 실내 수영장 | 결선 5위                            |        |  |
|   | 57초 25     | - 0.64초  | 지상준 | 한국체대     | 1993. 03. 17   | 제48회 전국 수영 대회                                          | 대한민국 대규         | 두류 수영장                  | [ 33 ]                              |        |  |
|   | 56초 98     | - 0.27초  | 지상준 | 한국체대     | 1993. 03. 27   | 동아시아 대회 파견 국가대표 선발전                             | 대한민국 서울         | 태릉 실내 수영장             | [ 34 ]                              |        |  |
|   | 56초 95     | - 0.03초  | 지상준 | 신성고       | 1993. 04. 08   | 제65회 동아 수영 대회                                          | 대한민국 서울         | 올림픽 수영장                | [ 35 ]                              |        |  |
|   | 56초 90     | - 0.05초  | 지상준 | 새한미디어   | 1996. 03. 23   | 제51회 회장기 전국 수영 대회                                   | 대한민국 부산         | 사직 실내 수영장             | [ 36 ]                              |        |  |
|   | 56초 38     | - 0.52초  | 성민   | 한국체대     | 2001. 04. 25   | 제73회 동아 수영 대회                                          | 대한민국 부산         | 사직 실내 수영장             | 1위                                 |        |  |
|   | 56초 22     |           | 성민   | 한국체대     | 2001. 08. 23   | 제21회 하계 유니버시아드                                       | 중화인민공화국 베이징 |                              | 결선 4위                            |        |  |
|   | 56초 06     | - 0.16초  | 성민   | 한국체대     | 2002. 03. 21   | 제2회 코리아 오픈 수영 대회                                    | 대한민국 제주         | 제주 실내 수영장             | 1위                                 |        |  |
|   | 55초 86     | - 0.20초  | 성민   | 한국체대     | 2003. 04.07(?) | Conocophillips Spring National Championships                   | 미국 인디애나폴리스   |                              | 3위                                 |        |  |
|   | 55초 58     | - 0.28초  | 성민   | 경북도청     | 2007. 08. 12   | 제24회 하계 유니버시아드                                       | 태국 방콕             |                              | 9위                                 |        |  |
|   | 55초 43     | - 0.15초  | 성민   | 경북도청     | 2008. 02. 04   | 2008 올림픽 테스트 이벤트                                      | 중화인민공화국 베이징 |                              | 2위                                 |        |  |
|   | 54초 99     | - 0.56초  | 성민   |              | 2008. 08. 10   | 제29회 하계 올림픽                                             | 중화인민공화국 베이징 |                              | 예선 탈락(23위)                     |        |  |
|   | 54초 87     | - 0.12초  | 성민   | 서울시청     | 2009. 10. 23   | 제90회 전국 체육 대회                                          | 대한민국 대전         | 용운 국제 수영장             | 1위                                 |        |  |
|   | 54초 66     | - 0.11초  | 박선관 | 한국체대     | 2009. 12. 09   | 제5회 동아시아 경기 대회                                       | 중화인민공화국 홍콩   | 주룽 공원 수영장             | 2위                                 |        |  |
|   | 54초 57     | - 0.09초  | 박선관 | 한국체대     | 2010. 11. 16   | 제16회 아시안 게임                                             | 중화인민공화국 광저우 | 아오티 수영장                | 4위                                 |        |  |

## 여자
| # | 기록        | 차이     | 선수    | 소속         | 날짜             | 대회명                                             | 개최지        | 경기장            | 주석 및 기타                          | 동영상 |
|   | 1분 32초 0  | - 초     | 김명자  | 상명여고     | 1962. 07. 05     | 수상공인기록획                                     | 대한민국 서울 | 서울운동장풀      | 종전 1분 32초 3                       |        |
|   | 1분 29초 8  |          | 김귀영  | 상명여고     | 1963. 06.        | 서울시 남녀중고 대항 수상 경기 대회                | 대한민국 서울 |                   | 종전 1분30초4                         |        |
|   | 1분 25초 0  |          | 전옥자  | 상명여고     | 1964. 07. 05*    | 제19회 전국 각급 학교 대항 수상 경기 대회          | 대한민국 서울 | 서울운동장        | [ 38 ]                                |        |
|   | 1분 22초 3  |          | 전옥자  |              | 1964. 07. 26     | 서울시 하계 체육 대회                              | 대한민국 서울 | 서울              |                                       |        |
|   | 1분 21초 0  |          | 전옥자  | 상명여고     | 1966. 07. 17     | 제 회 전국 각급 학교 대항 수상 경기 대회           | 대한민국 부산 | 부산구덕경기장 풀 | 종전 1분 21초 5                       |        |
|   | 1분 19초 0  |          | 박점이  | 부산여고     | 1969. 07. 26     | 제1회 해군참모총장배 쟁탈 남녀 초중고교 수영 대회  | 대한민국 서울 | 서울운동장 풀     | 종전 1분 19초 2(지난 7일)             |        |
|   | 1분 18초 2  | - 0.8초  | 박점이  | 부산여고     | 1969. 08. 17     | 제41회 전국 남녀 학생 수영 대회                    | 대한민국 서울 | 서울운동장 수영장 | [ 41 ]                                |        |
|   | 1분 15초 7  | - 2.5초  | 박점이  | 부산여고     | 1970. 08. 1(2)   | 제2회 해군참모총장배 쟁탈 남녀 초중고교 수영 대회  | 대한민국 서울 | 서울운동장 풀     | [ 42 ]                                |        |
|   | 1분 15초 2  | - 0.5초  | 박점이  | 부산여고     | 1970. 08. 09*    | 제25회 전국 남녀 초중고대학별 수영 대회            | 대한민국 서울 | 서울운동장 풀     | [ 43 ]                                |        |
|   | 1분 14초 95 | - 초     | 이윤선  | 상명여중     | 1977. 08. 28     | 제49회 전국 학생 수영 대회                         | 대한민국 서울 | 서울 운동장풀     | 종전 1분 15초 12                      |        |
|   | 1분 14초 73 | - 0.22초 | 조진아  | 한성여중     | 1978. 04. 13     | 제2회 서울시 교육감배 쟁탈 초중종별 수영 대회      | 대한민국 서울 | 동대문실내수영장  | [ 45 ]                                |        |
|   | 1분 13초 27 |          | 최윤정  | 서울사대부중 | 1978. 05. 28     | 제7회 전국소년체육대회 (여중부 예선)               | 대한민국 대구 | 대구 스포츠 센터  | 종전기록 : 1분 13초 95                |        |
|   | 1분 12초 54 | - 0.73초 | 최윤정  | 서울사대부중 | 1978. 05. 29     | 제7회 전국소년체육대회 (여중부 결승)               | 대한민국 대구 | 스포츠 센터       | [ 46 ]                                |        |
|   | 1분 12초 50 | - 0.04초 | 최윤정  | 서울사대부중 | 1978. 06. 30     | 방콕 아시안 게임 파견 수영 대표 최종 선발전        | 대한민국 서울 | 태릉수영장        | [ 47 ]                                |        |
|   | 1분 10초 88 | - 1.62초 | 최윤정  | 서울사대부중 | 1978. 07. 07     | 제33회 전국남녀초중고대학별수영대회                | 대한민국 서울 | 서울운동장풀      | [ 48 ]                                |        |
|   | 1분 10초 09 | - 0.79초 | 최윤정  | 사대부중     | 1978. 08. 28     | 제50회 전국남녀학생수영대회 (여중부)               | 대한민국 서울 |                   | [ 49 ]                                |        |
|   | 1분 10초 00 | - 0.09초 | 최윤정  | 사대부중     | 1978. 09. 29     | 우수선수기록회                                     | 대한민국 서울 | 태릉수영장        | [ 50 ]                                |        |
|   | 1분 09초 57 |          | 최윤정  | 사대부중     | 1979. 07. 20     | 제1회 서울시교육감기쟁탈초중고대항수영대회(여중부) | 대한민국 서울 | 서울운동장 수영장 | 종전 기록 :1분 09초 67 (최윤정, 78년) |        |
|   | 1분 08초 66 | - 0.91초 | 최윤정  | 사대부중     | 1979. 08, 31     | 제24회 전국남녀수영선수권대회                      | 대한민국 서울 | 서울운동장 수영장 | [ 52 ]                                |        |
|   | 1분 08초 59 | - 0.07초 | 최윤정  | 사대부중     | 1979년 12월 23일 | 동남아5개국친선수영대회                            | 홍콩          | [ 10 ]            |                                       |        |
|   | 1분 08초 49 | - 0.10초 | 최윤정  | 사대부중     | 1980. 04. 14     | 아시아수영선수권대회파견한국대표선발전             | 대한민국 인천 | 인천실내수영장    | ,                                     |        |
|   | 1분 08초 10 | - 0.39초 | 최윤정  | 사대부중     | 1980. 06. 29     | 제26회 서울시초중고대학및일반수영대회              | 대한민국 서울 | 서울운동장 수영장 | [ 56 ]                                |        |
|   | 1분 07초 98 | - 0.12초 | 최윤정  | 서울사대부중 | 1980. 07. 21     | 제35회 전국남녀초중고대학및일반별수영대회          | 대한민국 서울 | 서울운동장 수영장 | [ 57 ]                                |        |
|   | 1분 07초 77 | - 0.21초 | 최윤정, | 서울         | 1980. 10. 11     | 제9회 소년체육대회                                 | 대한민국 전주 |                   | 여중 혼계영 400m 1번 영자             |        |
|   | 1분 06초 47 | - 1.30초 | 최윤희  | 사대부여중   | 1982. 04. 13     | 상비군선발평가전                                   | 대한민국 서울 | 잠실실내수영장    | [ 13 ]                                |        |
|   | 1분 06초 30 | - 0.17초 | 최윤정  | 상명여고     | 1982년 7월 4일   | 제37회 초중고대및일반대항전국수영대회              | 대한민국 서울 |                   | [ 60 ]                                |        |
|   | 1분 06초 01 | - 0.29초 | 최윤정  | 상명여고     | 1982년 8월 27일  | 제1회 대통령기쟁탈전국수영대회 ?                   | 대한민국 서울 | 잠실수영장        | [ 61 ]                                |        |
|   | 1분 06초 00 | - 0.01초 | 최윤희  | 서울사대부중 | 1982. 09. 17     | 제1회 대통령기 쟁탈 전국 수영 대회                 | 대한민국 서울 | 잠실수영장        | 여중부 예선                           |        |
|   | 1분 05초 84 | - 0.16초 | 최윤희  | 서울사대부중 | 1982. 09. 19     | 제1회 대통령기 쟁탈 전국 수영 대회                 | 대한민국 서울 | 잠실수영장        | 여중부 결선                           |        |
|   | 1분 05초 53 | - 0.31초 | 최윤희  | 연세대       | 1986. 03. 01     | 대표 선수 기록 평가회                              | 대한민국 서울 | 태릉훈련원수영장  | [ 64 ]                                |        |
|   | 1분 05초 27 | - 0.26초 | 최윤희  | 연세대       | 1986. 04. 18     | 제41회 전국 수영 대회                              | 대한민국 대구 | 두류 수영장       | [ 19 ]                                |        |
|   | 1분 05초 03 | - 0.24초 | 최윤희  | 연세대       | 1986. 05. 24     | 아시안 게임 대표 최종 선발전                       | 대한민국 서울 | 태릉훈련원수영장  | [ 65 ]                                |        |
|   | 1분 04초 62 | - 0.41초 | 최윤희  | 연세대       | 1986. 09. 23     | 아시안 게임                                        | 대한민국 서울 | 잠실 실내 수영장  | 1위. 아시아 신기록                    |        |
|   | 1분 04초 21 | - 0.41초 | 이지현  | 망미여중     | 1993. 03. 27     | 동아시아 대회 파견 국가대표 선발전                 | 대한민국 서울 | 태릉 실내 수영장  | [ 34 ]                                |        |
|   | 1분 03초 73 | - 0.48초 | 이지현  | 망미여중     | 1993. 04. 08     | 제65회 동아 수영 대회                              | 대한민국 서울 | 올림픽 수영장     | [ 35 ]                                |        |
|   | 1분 03초 65 | - 0.08초 | 최수민  | 서울체고     | 1998. 04. 03     | 제18회 아산기전국수영대회                          | 대한민국 전주 | 전주실내수영장    | [ 67 ]                                |        |
|   | 1분 03초 37 | - 0.28초 | 최수민  | 서울체고     | 1998. 12. 09     | 방콕 아시안 게임                                   | 태국 방콕     | 타마삿대 수영장   | 3위.                                  |        |
|   | 1분 03초 12 | - 0.25초 | 최수민  | 서울체고     | 1999. 6. 24      | 제27회 해군참모총장배수영대회                      | 대한민국 서울 |                   | [ 68 ]                                |        |
|   | 1분 02초 91 | - 0.21초 | 심민지  | -            | 2001. 10. 16     | 제82회 전국 체육 대회                              | 대한민국      |                   | 여고 혼계영 400m 1번 영자.            |        |
|   | 1분 02초 83 | - 0.08초 | 심민지  | 대전 엑스포  | 2002. 10. 02     | 제14회 아시안 게임                                 | 대한민국 부산 | 사직 실내 수영장  | 4위                                   |        |
|   | 1분 02초 82 | - 0.01초 | 심민지  | 엑스포       | 2002. 10. 04     | 제14회 아시안 게임                                 | 대한민국 부산 |                   | 혼계영 400m 1번 영자                  |        |
|   | 1분 02초 35 | - 0.47초 | 이남은  |              | 2006. 12. 06     | 도하 아시안 게임                                   | 카타르 도하   | 하마드 수영장     | 4위                                   |        |
|   | 1분 01초 98 | - 0.37초 | 이주형  | 경남체육회   | 2010. 07. 23     | MBC배 전국수영대회                                 | 대한민국 김천 | 실내수영장        | [ 70 ]                                |        |
|   | 1분 01초 66 | - 0.32초 | 이주형  | 경남체육회   | 2010. 10. 09     | 제91회 전국 체육 대회                              | 대한민국 창원 | 실내수영장        | [ 71 ]                                |        |
|   | 1분 01초 66 | - 0.32초 | 이주형  | 경남체육회   | 2010. 10. 09     | 제91회 전국 체육 대회                              | 대한민국 창원 | 실내수영장        | [ 72 ]                                |        |
| ? | 1분 01초 41 | - 초     | 임다솔  | 계룡고       | 2015. 10. 19     | 제96회 전국 체육 대회                              | 대한민국 김천 | 김천실내수영장    | 고등부 결선                           |        |
|   | 1분 01초 09 | - 0.31초 | 유현지  | 경남체육회   | 2015. 10. 19     | 제96회 전국 체육 대회                              | 대한민국 김천 | 김천실내수영장    | 일반부결선                            |        |

## 같이 보기
- 수영 배영 100m 세계 기록 추이
- 수영 대한민국 기록